# Mocydia aegea
Mocydia aegea är en insektsart som beskrevs av Abdul-nour 1988. Mocydia aegea ingår i släktet Mocydia och familjen dvärgstritar. Inga underarter finns listade i Catalogue of Life.